# Maciej ze Starej Łomży
Maciej ze Starej Łomży herbu Rawicz (ur. ok. poł. XV w., zm. przed 12 września 1505 roku) – biskup kamieniecki i chełmski, sekretarz królewski za panowania Kazimierza IV Jagiellończyka w latach 1469–1479, kanonik lwowski, proboszcz w Bóbrce, Busku i Kołomyi.

## Życiorys
Urodził się w Starej Łomży. Wstąpił do zakonu we Lwowie. Został kanonikiem lwowskim, a zarazem - pisarzem na dworze Kazimierza Jagiellończyka, z którego wsparcia został biskupem (19 marca 1484 r.). Przez sześć lat sprawował swój urząd w diecezji kamienieckiej (za jego pontyfikatu wybudowano 5 kościołów w Kamieńcu Podolskim).
14 marca 1490 r. otrzymał we władanie biskupstwo chełmskie. Z chwilą objęcia władzy w diecezji przystąpił w pierwszej kolejności do ponowienia starań związanych z przeniesieniem stolicy biskupiej z Chełma - do Krasnegostawu. Miasto to przewyższało Chełm, który zniszczony był przez wojny i pożary. W związku z tym bardziej Krasnystaw nadawał się na siedzibę biskupstwa. Wyjednał u Kazimierza Jagiellończyka zgodę na przeniesienie katedry, kapituły i własnej rezydencji do Krasnegostawu. Prawa katedry otrzymał dotychczasowy krasnostawski kościół parafialny pod wezwaniem Wszystkich Świętych. Król wydał specjalny dokument w tej sprawie 26 czerwca 1490 r. Potrzebna w takich przypadkach zgoda Stolicy Apostolskiej została uzyskana prawdopodobnie za panowania Jana Olbrachta w 1494 r. Pomimo zmiany stolicy biskupiej zachowana została dawna nazwa diecezji chełmskiej.
Podpisał dekret elekcyjny Aleksandra Jagiellończyka na króla Polski 3 października 1501 roku. Był sygnatariuszem unii piotrkowsko-mielnickiej 1501 roku.

## Literatura
- Irena Sułkowska-Kuraś: Maciej ze Starej Łomży. [W:] Polski Słownik Biograficzny. T. XIX. Wrocław — Warszawa — Kraków — Gdańsk : Zakład Narodowy Imienia Ossolińskich, Wydawnictwo Polskiej Akademii Nauk 1973, s. 36–37.